# Günter Brus
Günter Brus (27. září 1938 Ardning, Štýrsko – 10. února 2024) byl rakouský výtvarný umělec, tvůrce filmů, performancí i maleb.

## Život
Výtvarné umění studoval na Kunstgewerbeschule ve Štýrském Hradci a na Akademii výtvarných umění ve Vídni. Roku 1962 spoluzaložil uměleckou skupinu zvanou Vídeňský akcionismus (Wiener Aktionismus), spolu s Otto Muehlem a Hermannem Nitschem. Podobně jako jiná podobná hnutí v západní Evropě a Spojených státech amerických (Fluxus, konceptualismus aj.) se odklonila od klasických malířských technik a inspirovala se divadlem. Brus často pracoval s vlastním tělem. Jeho performance Kunst und Revolution z roku 1968 obsahovala pití vlastní moči, masturbaci a zvracení na veřejnosti. Byl za ni odsouzen na šest měsíců, avšak uprchl před trestem do Berlína. Skupina ukončila činnost roku 1970, Brus se poté vrátil ke klasičtějším technikám.